# Best Song Ever
„Best Song Ever” – to popowy utwór brytyjsko-irlandzkiego boysbandu One Direction. Utwór wydany został 22 lipca 2013 roku przez wytwórnię płytową Syco Music oraz Columbia Records jako pierwszy singel grupy z ich trzeciego albumu studyjnego, zatytułowanego Midnight Memories. Tekst utworu został napisany przez członków zespołu oraz Waynea Hectora, Johna Ryana, Eda Drewett i Juliana Bunetta, który wraz z Mattem Rad oraz Johnem Ryan zajął się jego produkcją. Do singla nakręcono także teledysk, którego reżyserią zajął się Ben Winston. Utwór dotarł do drugiego miejsca na listach przebojów w Danii, Kanadzie, Irlandii, Szkocji, Wielkiej Brytanii oraz w Stanach Zjednoczonych. Singel uzyskał status platynowej płyty w Australii i w Stanach Zjednoczonych, srebrnej płyty w Wielkiej Brytanii oraz złotej w Nowej Zelandii.
Początek utworu jest kopią przeboju The Who - Baba O’Riley.

## Notowania na listach przebojów
| Lista (2013)                            | Najwyższa pozycja |
| --------------------------------------- | ----------------- |
| Australia (Top 50 Singles)              | 4                 |
| Austria (Ö3 Austria Top 40)             | 17                |
| Belgia (Flandria) (Ultratop 50 Singles) | 12                |
| Belgia (Wallonia) (Ultratop 50 Singles) | 18                |
| Dania (Track Top-40)                    | 2                 |
| Francja (Top 200 Singles)               | 12                |
| Hiszpania (Top 50 Singles)              | 9                 |
| Holandia (Single Top 100)               | 5                 |
| Irlandia (Top 50 Singles)               | 2                 |
| Kanada (Billboard Canadian Hot 100)     | 2                 |
| Niemcy (Top 100 Singles)                | 20                |
| Norwegia (Top 20 Singles)               | 20                |
| Nowa Zelandia (Top 40 Singles)          | 3                 |
| Szkocja (Top 40 Scottish)               | 2                 |
| Szwecja (Top 60 Singles)                | 22                |
| Szwajcaria (Singles Top 100)            | 11                |
| Stany Zjednoczone (Hot 100)             | 2                 |
| Węgry (Single (track) Top 40 lista)     | 4                 |
| Wielka Brytania (Singles Top 100)       | 2                 |